# Golfão Maranhense
O Golfão Maranhense é uma área de terras emersas, cercadas de água, localizado no extremo norte do estado do Maranhão, formado pelas baías de São Marcos e São José separadas pela ilha Upaon-Açu, e inserido na Área de Proteção Ambiental das Reentrâncias Maranhenses, Área de Proteção Ambiental da Baixada Maranhense, Área de Proteção Ambiental de Upaon-Açu-Miritiba-Alto Preguiças. A área é caracterizada pela presença de manguezais estruturados complexamente e macromaré semidiurna com variações médias de 4 m e máxima de 7 m.

## Características gerais
A planície flúvio-marinha do Golfão Maranhense abrange a reentrância delimitada, a oeste, pela ponta do Guajuru, município de Cedral, e a leste, pela ilha de Santaninha, no município de Humberto de Campos, tendo, ao centro, a ilha Upaon-Açu.
Na área litorânea do Golfão Maranhense, encontram-se características comuns ao Litoral  Ocidental e ao Litoral Oriental. As baías de São Marcos e de São José são consideradas as mais importantes do litoral do Maranhão tanto, por serem onde deságuam os maiores rios do estado (Itapecuru, Mearim, Pindaré, Munim, Aurá, dentre outros), quanto pela densidade das atividades humanas e a circulação de riquezas.
Toda a região do Golfão e da Baixada Maranhense foi moldada por movimentos sucessivos de transgressão e regressão marinha ao longo de milhares de anos.
Diversos agentes modelaram o relevo como os de origem climática, hidrológica e oceanográfica, bem como pela intensa atividade eólica, marinha e fluviomarinha, gerando ondas e correntes que modelam o maior conjunto de falésias do litoral do Maranhão, e pelo aporte de sedimentos continentais trazidos pelos rios. O Campo de Perizes é formado por uma vasta planície de campos alagados entre a cidade de São Luís e a de Bacabeira.

A leste da baía de São José, predominam processos de deposição que deram origem a um conjunto de ilhas que formam o arquipélago das Marianas, circundando a baía de Tubarão, dentre as quais se destacam as ilhas de Santana, Carrapatal, Mucunandiba, Rosário, Santaninha e Areinhas, além de vasas e manguezais.

Baía de São Marcos, vista do Centro Histórico de São Luís

Na ilha de Upaon-Açu, se localizam o Porto de Itaqui, Porto da Alumar e o da Ponta da Madeira, por onde são transportados principalmente ferro, cobre, bauxita e soja trazidos pela Estrada de Ferro Carajás.

## Arquipélago
Além da ilha de Upaon-Açu, outras ilhas  fazem parte do Arquipélago do Golfão Maranhense, como as ilhasː
- do Medo, Tauá-Mirim, Duas Irmãs, Tauá-Redondo, Guarapirá, das Pombinhas (no município de São Luís);
- Cajual, do Livramento, dos Guarás, das Pacas (em Alcântara);
- Seca, Caranguejo, Verde (em Cajapió);
- Medrosa, Maracanã (Bacabeira);
- do Mojó, Mãe D'Água, do Fogo (Rosário);
- Curupu, Taputíua e Belizaro, (município de Raposa);
- além de várias outras, compreendendo as baías de Cumã, São Marcos, Arraial, São José e Tubarão.[2]

## Marés

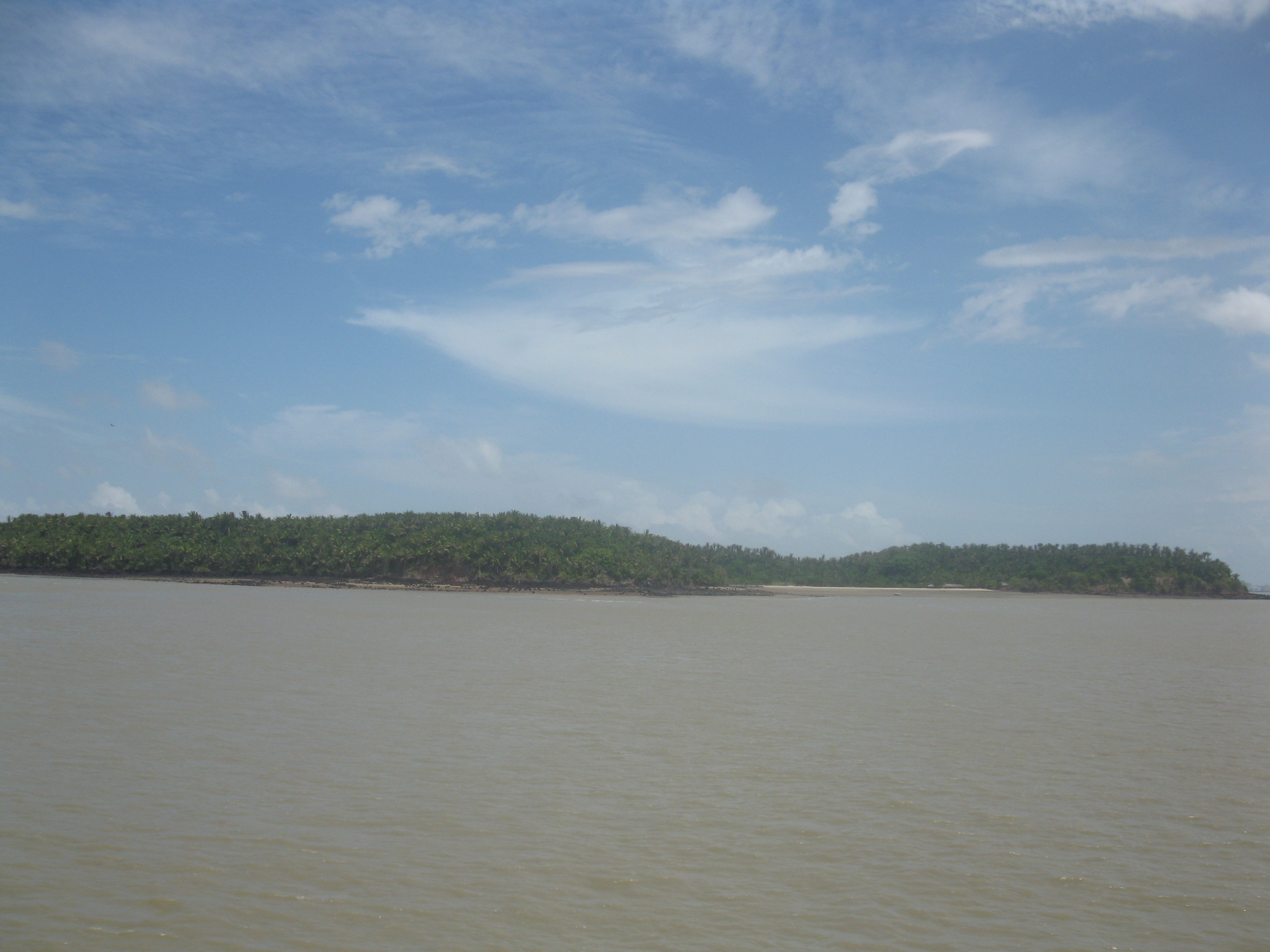
Ilha do Medo, na Baía de São Marcos

O Maranhão possui uma das maiores variações de maré do mundo,  o que influencia diretamente na formação do ambiente do litoral maranhense. A proximidade do Equador e a configuração do relevo favorecem a amplitude das marés, que alcançam até 7,2 m nas marés de sizígias e penetram os leitos dos rios causando influências até cerca de 150 km do litoral.
No entanto, em 75% do tempo, a amplitude máxima fica inferior a 5,5 metros.(com média de 4,9 m de amplitude).
Na maré alta, a faixa de areia praticamente some e na maré baixa a extensão da areia pode chegar a dois km até o mar.
As marés também determinam a coloração da água do mar, que adquirem um tom curvo, verde musgo, no Maranhão. Nas marés de lua nova e cheia, as águas ficam ainda mais turvas em razão da força das correntes que arrastam sedimentos para o mar. Enquanto isso, nas marés de quarto crescente e quarto minguante, com correntezas mais leves, as águas se tornam mais transparentes e podem ganhar os tons de verde e azul.
Há potencial para exploração da energia maremotriz no estado da ordem de 8 GW.

## Galeria

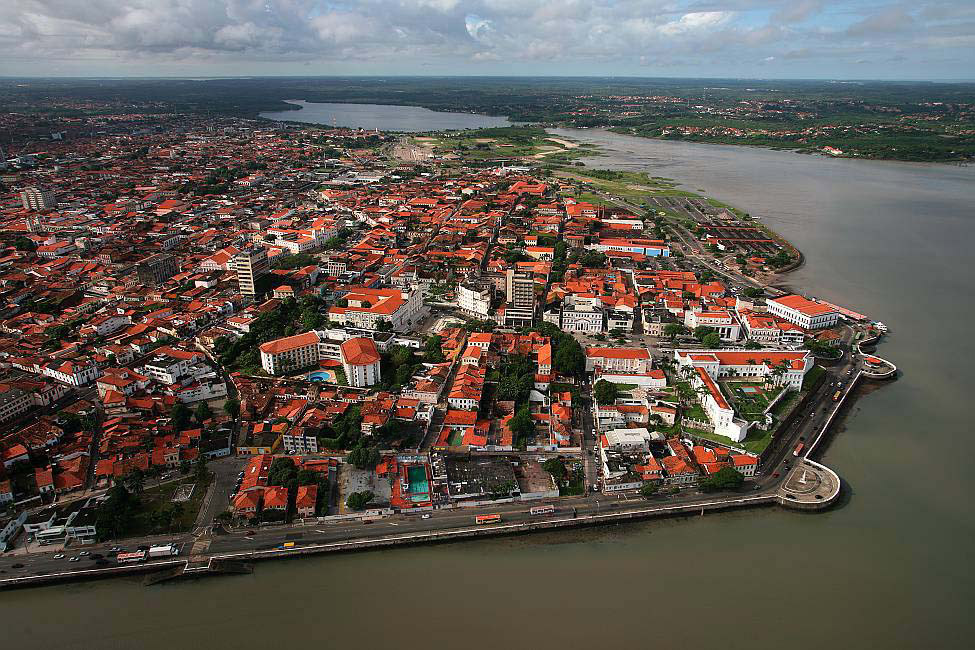
Centro de São Luís e foz dos rios Anil e Bacanga
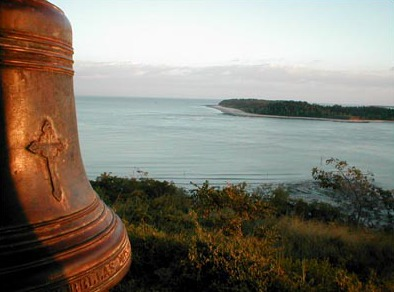
Ilha do Livramento, vista de Alcântara
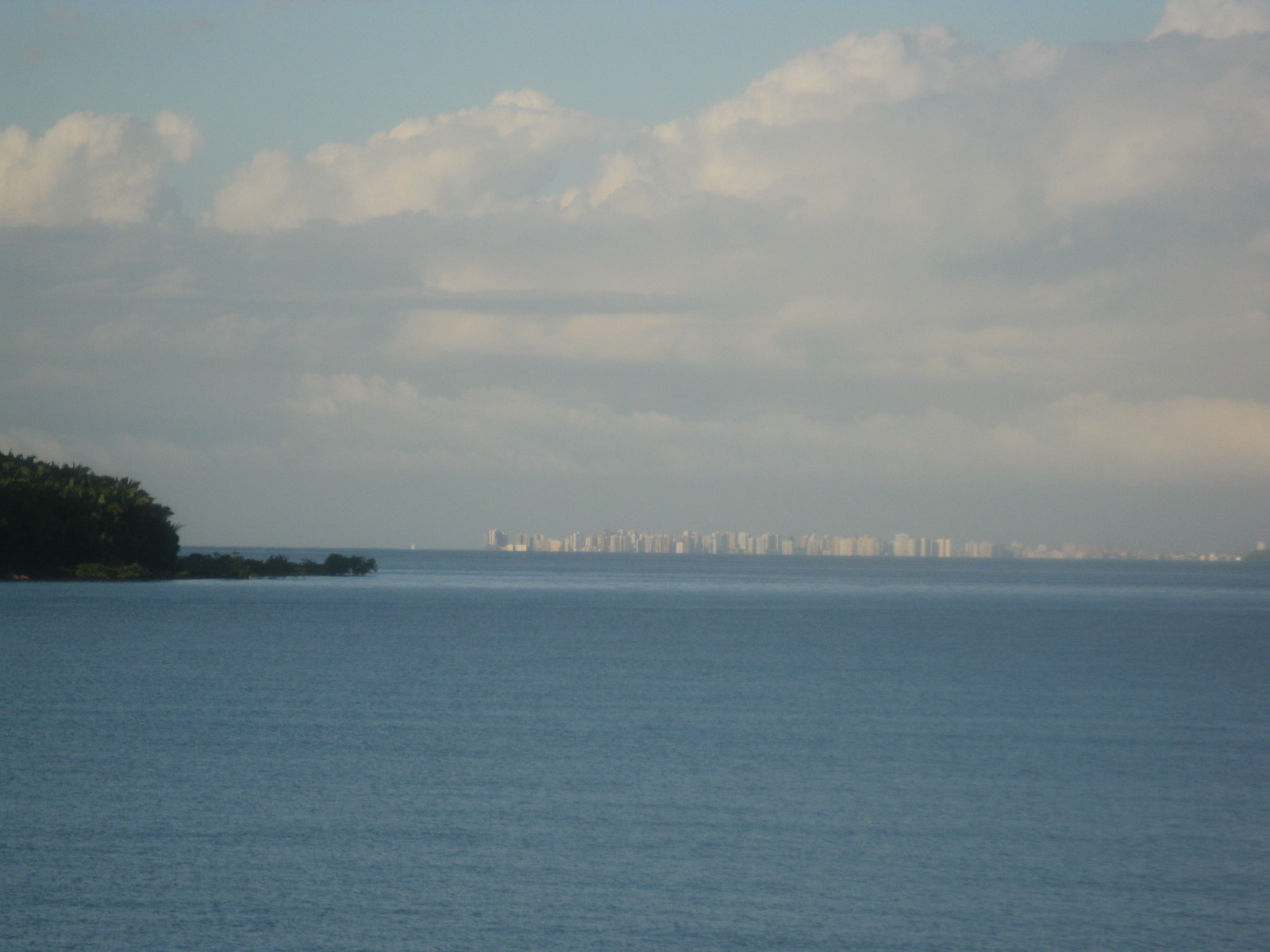
Ilha de Upaon-Açu, vista da Baía de São Marcos
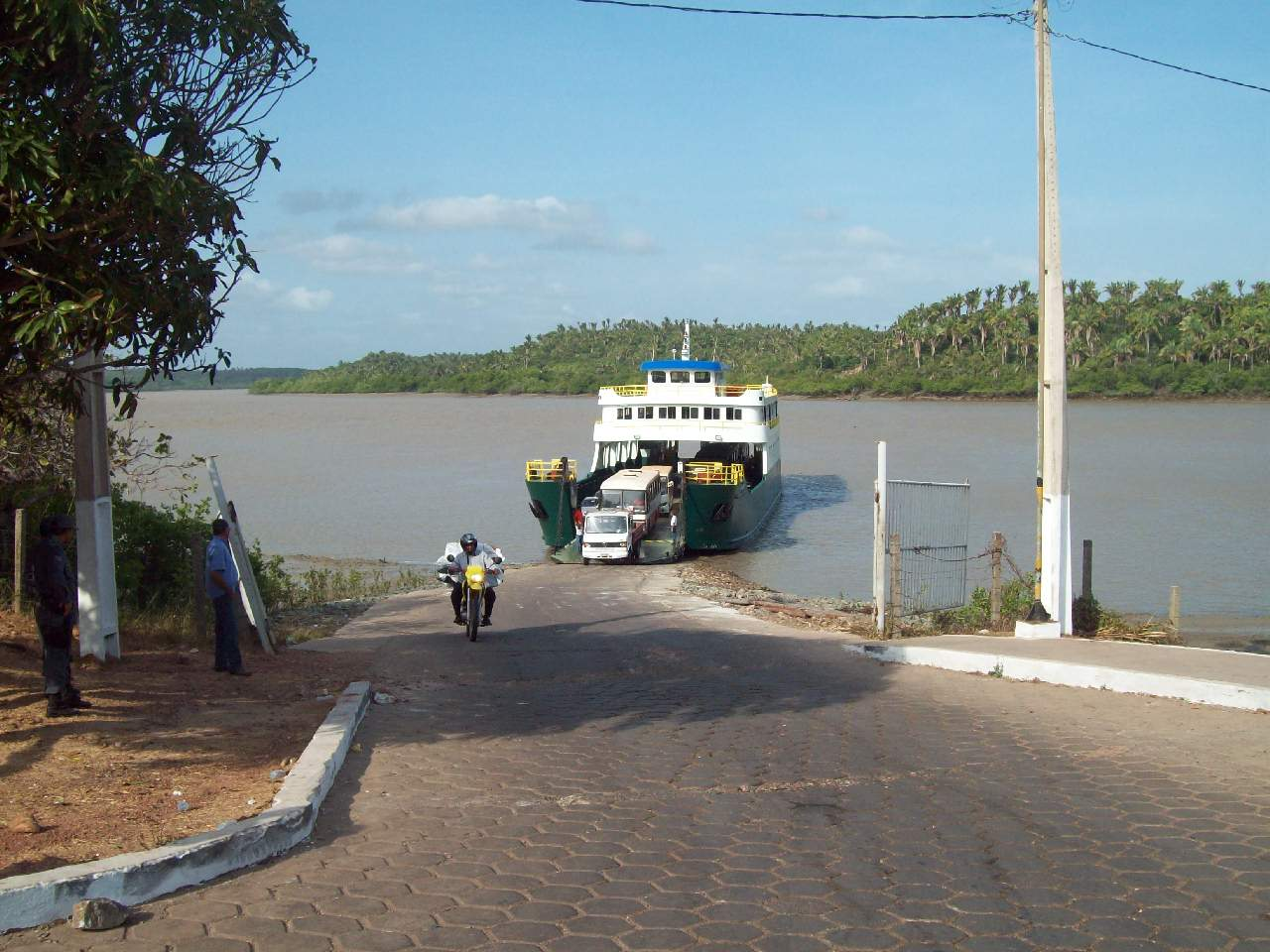
Porto de Cujupe, em Alcântara
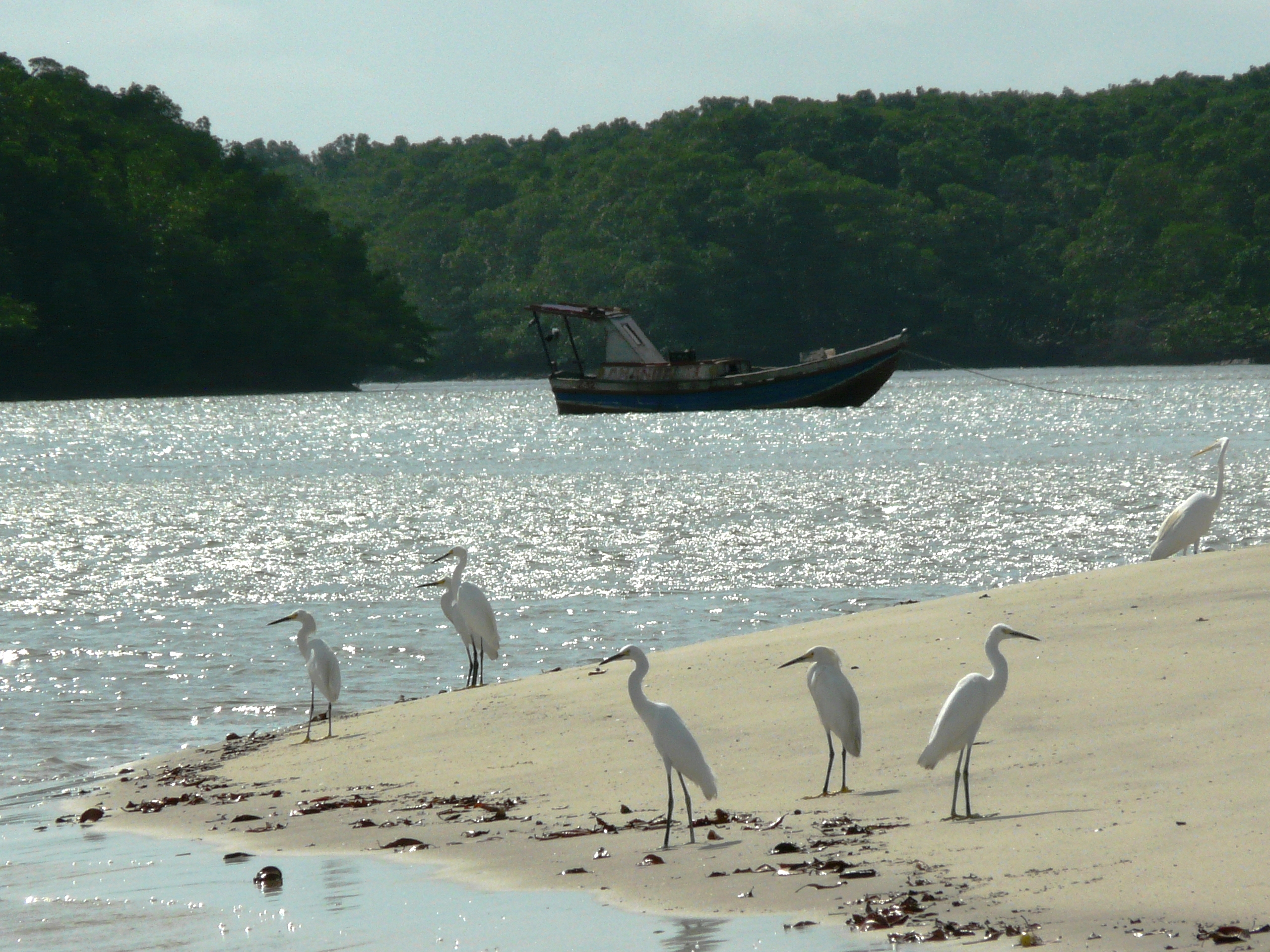
Ilha de Curupu
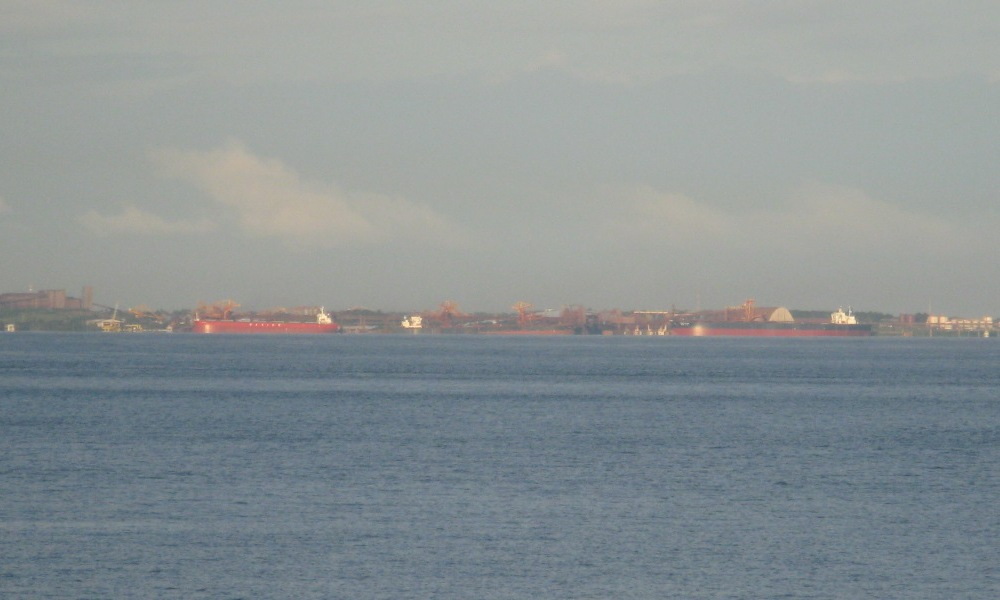
Terminal da Ponta da Madeira